# Mistrzostwa Nordyckie w Zapasach 1977
Mistrzostwa odbyły się w fińskim mieście Kotka, 2 kwietnia 1977 roku.

## Tabela medalowa
Gospodarz zawodów został zaznaczony kolorem.
| Poz. | Państwo   |    |    |    | Łącznie |
| ---- | --------- | -- | -- | -- | ------- |
| 1    | Szwecja   | 13 | 7  | 0  | 20      |
| 2    | Finlandia | 6  | 8  | 6  | 20      |
| 3    | Norwegia  | 1  | 4  | 8  | 13      |
| 4    | Dania     | 0  | 1  | 3  | 4       |
|      | Łącznie   | 20 | 20 | 17 | 57      |

## Wyniki

### Styl klasyczny
| Konkurencja            | Złoto           | Srebro            | Brąz             |
| Kategoria do 48 kg     | Hari Meriluoto  | Jonny Sundberg    | Roger Haugen     |
| Kategoria do 52 kg     | Kauko Naavala   | Jouko Salomäki    | Ronny Sigde      |
| Kategoria do 57 kg     | Benni Ljungbeck | Pertti Savolainen | Fred Holm        |
| Kategoria do 63 kg     | Lars Malmkvist  | Harald Hervig     | Einari Suutari   |
| Kategoria do 68 kg     | Pekka Hjelt     | Lars-Erik Skiöld  | Harald Madsen    |
| Kategoria do 74 kg     | Lennart Lundell | Tage Weirum       | Lasse Carlsen    |
| Kategoria do 82 kg     | Leif Andersson  | Mikko Huhtala     | Klaus Mysen      |
| Kategoria do 90 kg     | Frank Andersson | Keijo Manni       | Roar Arntsen     |
| Kategoria do 100 kg    | Tore Hem        | Stig Antonsson    | Teuvo Sillitaeae |
| Kategoria ponad 100 kg | Arne Robertsson | Einar Gundersen   | Raimo Karlsson   |

### Styl wolny
| Konkurencja            | Złoto            | Srebro           | Brąz             |
| Kategoria do 48 kg     | Jonny Sundberg   | Onni Luokkanen   | ----             |
| Kategoria do 52 kg     | Kauko Naavala    | Raimo Hilden     | Reijo Haaparanta |
| Kategoria do 57 kg     | Jukka Rauhala    | Stig-Ake Lundell | ----             |
| Kategoria do 62 kg     | Raimo Loeppoenen | Lars Malmkvist   | Morten Brekke    |
| Kategoria do 68 kg     | Kari Övermark    | Kenneth Karlsson | Harald Madsen    |
| Kategoria do 74 kg     | Lennart Lundell  | Hannu Lemettinen | Tage Weirum      |
| Kategoria do 82 kg     | Jarmo Övermark   | Leif Andersson   | Ove Gundersen    |
| Kategoria do 90 kg     | Frank Andersson  | Seppo Laitinen   | ----             |
| Kategoria do 100 kg    | Roland Andersson | Tore Hem         | Heikki Stark     |
| Kategoria ponad 100 kg | Arne Robertsson  | Einar Gundersen  | Markku Virtanen  |